# Einar Olsen (gymnast)
 Der er flere personer med dette navn, se Einar Olsen.
Peter Einar Olsen (født 11. marts 1893 i Vig, død 3. juni 1949 i Grevinge) var en dansk gymnast, som deltog i OL 1912 i Stockholm.
Olsen deltog på det danske hold i svensk system ved OL 1912, hvor blot tre hold stillede op på Stockholms Stadion. Holdene kunne bestå af 16-40 gymnaster, og det svenske hold vandt klart med 937,46 point foran Danmark med 898,84 point, mens Norge blev nummer tre med 857,21 point.